# Dactylocamptis
Dactylocamptis là một chi thực vật có hoa trong họ Lan.